# Luton Town F.C.
Luton Town Football Club – angielski klub piłkarski mający siedzibę w Luton. Obecnie występujący w League One. Sezon 2008/2009 w rozgrywkach League Two rozpoczął z najwyższą karą dyscyplinarną w historii angielskiego futbolu (odjęcie 30 punktów, kara finansowa w wysokości 50 tysięcy funtów oraz degradacja do Conference w sezonie 2009/2010). W 2023 roku drużyna po 31 latach wróciła do najwyższej klasy rozgrywkowej pokonując w finale Coventry w rzutach karnych. W elicie spędzili 1 sezon, po którym spadli do Championship. Sezon później klub ponownie spadł, tym razem do League One.

## Sukcesy
- FA Cup
  - Finalista: 1958–59
  - Półfinał: 1984–85, 1987–88, 1993–94
- Football League Cup
  - Mistrz: 1987–88
  - Finalista: 1988–89
- Football League Second Division
  - Mistrz: 1981–82
  - Awans: 1954–55, 1973–74
- Football League Third Division / Football League One
  - Mistrz: 1936–37, 2004–05
  - Awans: 1969–70
- Football League Fourth Division / Football League Two
  - Mistrz: 1967–68
  - Awans: 2001–02
- Full Members Cup
  - Finalista: 1987–88
- Football League Trophy
  - Zwycięzca: 2008–09
- Southern Football League
  - Awans: 1894–95, 1895–96
- United Football League
  - Mistrz: 1897–98
  - Awans: 1896–97
- Southern Professional Floodlit Cup
  - Zwycięzca: 1956–57

- Najwyższa ligowa pozycja
  - 7, Football League First Division; 1986–87.